# Lomo LC-A

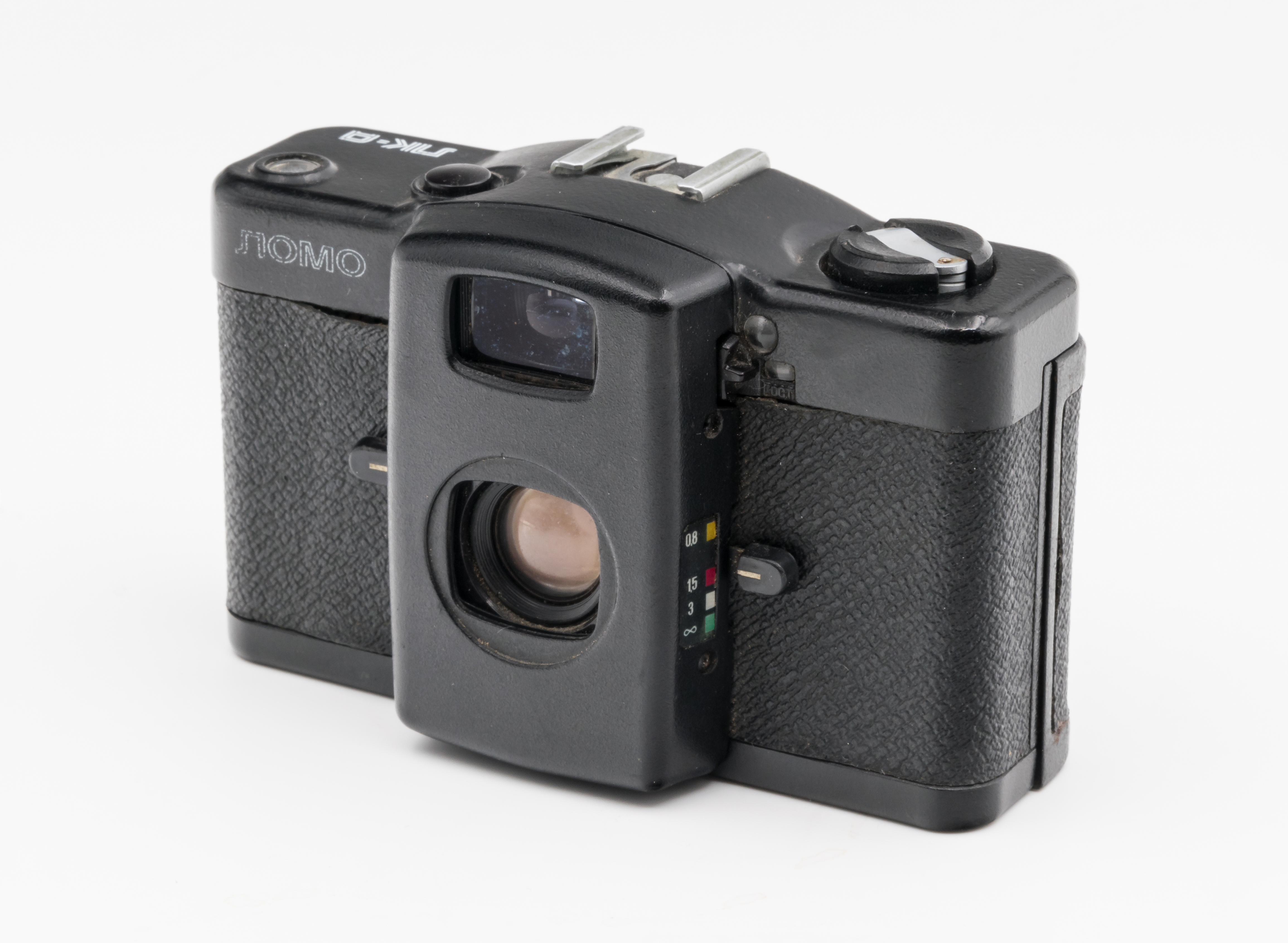
Cámara Lomo LC-A.

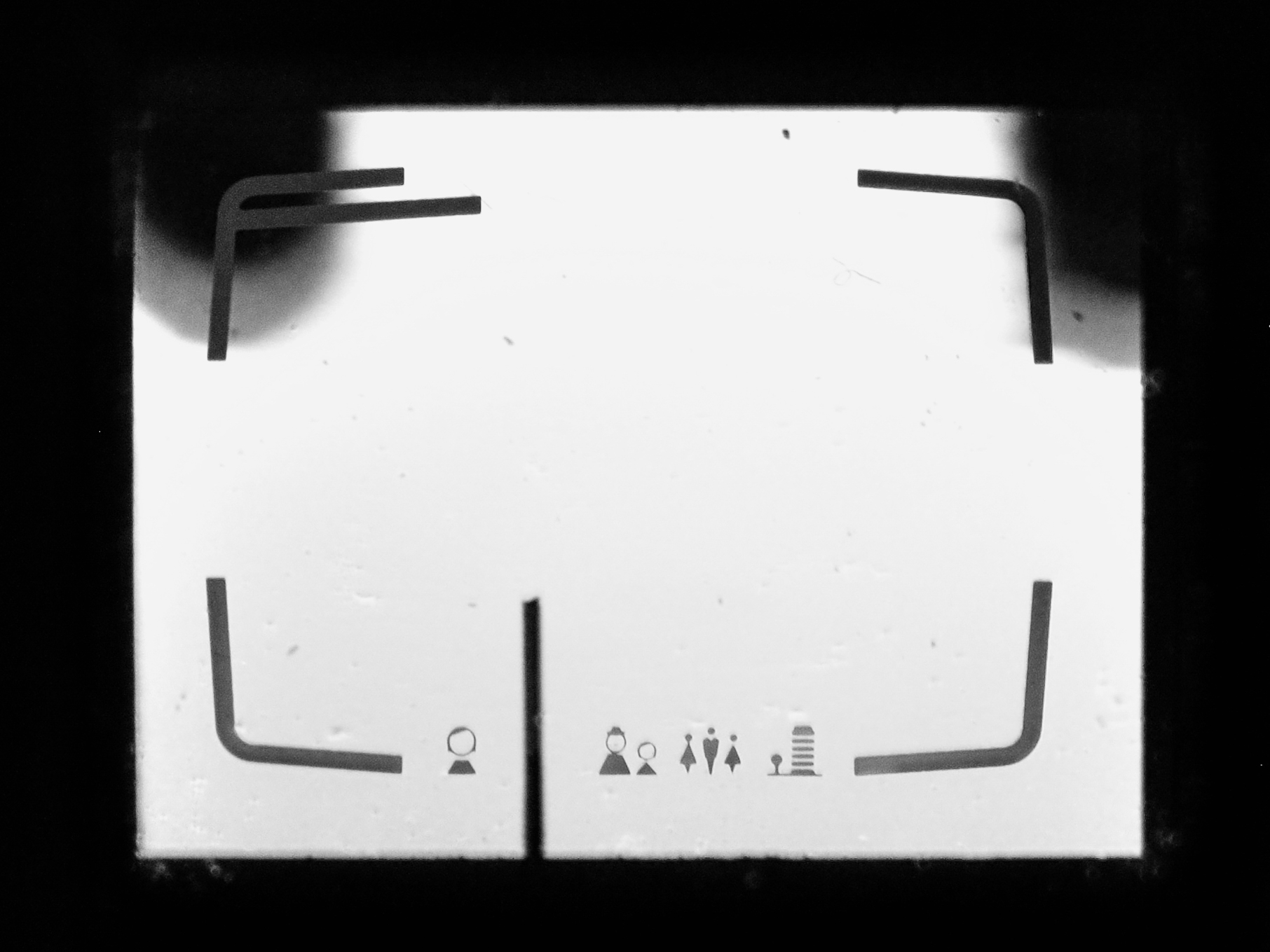
Visor Lomo LC-A.

La Lomo LC-A (Lomo Kompakt Automat) es una cámara compacta introducida en 1984 y se considera el modelo que sentó las bases de la lomografía. Su diseño está basado en la cámara japonesa Cosina CX-2. Pero se diferencia en el marco de la lente que, en este caso, es fijo. Esta cámara fue construida en la era soviética por la Asociación de Mecánica y Óptica de Leningrado (LOMO).
| Formato de película     | 35 mm (135)                             |
| Tamaño de la película   | 36 mm x 24 mm                           |
| Lente                   | 32 mm f /2.8                            |
| Velocidad de obturación | 2m a 1/ 500s                            |
| ISO                     | 25-400                                  |
| Baterías                | tres S76                                |
| Modos de enfoque        | Manual, foco de zona (0.8m, 1.5m, 3m,∞) |
| Obturador               | controlado electrónicamente             |
| Velocidad de obturación | 2m a 1/ 500s                            |
| Dimensiones             | 107 × 68 × 43,5 mm                      |
| Peso                    | 250 g                                   |

### Lomo LC-A+
La cámara Lomo LC-A+ se trata de una edición renovada de la Lomo LC-A y fue lanzada en 2006. Esta cámara, a diferencia de la original, es producida en China. Al principio contó con la lente original fabricada por LOMO PLC. Pero en el año 2007 esto cambió y desde entonces la cámara y el objetivo son fabricados en China. 
| SKU                          | Ip420int                 |
| Conexión de cable disparador | Sí                       |
| Tipo de pilas/baterías       | 3x AG13/ LR44/ 357/ SR44 |
| Aperturas disponibles        | automatic f2.8 to f16    |
| Velocidad de obturación      | Automatic - ∞ to 1/500   |
| Distancia focal              | 32mm                     |
| Avance de película           | bobina                   |
| Formato de película          | 35 mm                    |
| Conexión flash               | Hot-Shoe                 |
| Enfoque                      | Enfoque por zona         |
| Distancia de enfoque         | 0.8m - Infinity          |
| Contador de fotogramas       | Automático               |
| Material                     | Plástico                 |
| Montura para trípode         | Sí                       |
| Medidor de luz               | Sí                       |
| Visor                        | Visor óptico directo     |